# ひとりじゃないの (テレビドラマ)
『ひとりじゃないの』は、2001年10月1日から11月23日までTBS系列「ドラマ30」で放送された、日本のテレビドラマ。毎日放送テレビ（MBSテレビ）制作。全40回。

## 出演者
和泉家
- 和泉珠子： 小川範子
- 和泉賢一： 石橋保
- 和泉航太： 金崎由名来

その他
- 早川千代： 京唄子

珠子の実母
- 早川奈緒： 尾上紫

珠子の妹
- 金子譲： 遠藤憲一
- 寺西俊雄： 名高達男
- 高見沢志津： 淡路恵子
- 柳島キヌ： 根岸季衣
- 柳島英作： 井之上チャル
- 五十畑正国： 長原成樹
- 平野： 桐本琢也
- 伊東： 佐原健二
- 大原： 川地民夫
- 大原誠一： 平井昌一
- 朝倉： 佐藤浩
- 大岩： 大平まさひこ
- 長門勇
- 桂勢朝
- 押谷かおり
- 小柳こずえ
- 桜木誠

## スタッフ
- 脚本：西岡琢也
- 主題歌：郷ひろみ 『この世界のどこかに』
- 挿入歌：Gemini 『ひとりじゃないの』
- 製作著作 - 毎日放送テレビ